# 南安普頓泰斯特 (英國國會選區)
南安普頓泰斯特（英語：Southampton Test），英國國會一自治市選區，包括英格蘭東南部漢普郡南安普頓西部。始設於1950年。選區得名於市內的兩大河一之一的泰斯特河。
本區是保守黨和工黨爭持的選區。2010年大選中工黨的阿倫·懷特希德以45.8%選票勝出該區成功連任，成為當年東南英格蘭四個工黨黨議員之一。